# Рубен Соса
Рубен Соса (шп. Rúben Sosa Ardáiz; Монтевидео, 25. април 1966) је бивши уругвајски фудбалер. Од фудбала се, као играч, опростио 2003. године а радио је још као помоћни тренер у Насионалу 2006. године. Наступао је 46 пута за репрезентацију Уругваја и постигао 15 погодака. Играо је на позицији офанзивног везног играча.

## Клупска каријера
Рођен у Монтевидеу, Соса је каријеру започео у Данубиоу са 15 година, један је од најмлађих фудбалера који су играли у уругвајској првој лиги. За Данубио је играо од 1982. до 1985. године, када је прешао у шпанску Реал Сарагосу. Са овим клубом, Рубен Соса је 1986. освојио Куп краља, постигавши погодак у финалу против Барселоне.
Након што је играо за Сарагосу, Рубен Соса је пребачен у италијански С.С. Лацио, где је остао четири године пре него што је продат у Интер, где је као фудбалер достигао своју највећу форму. Био је најбољи стрелац Интера у сезонама 1992–93 и 1993–94, освојивши Куп УЕФА 1994. Међутим, долазак Дениса Бергкампа у лето 1993. довео је до расцепа унутар кампа Интера, па је као резултат тога Соса напустио Серију А у лето 1995.
Након година успеха у Уругвају, Шпанији и Италији, Рубен Соса је играо за немачку Борусију из Дортмунда, освојивши титулу Бундеслиге 1995–96.
Када је напустио Борусију из Дортмунда, вратио се у Шпанију да игра за ФК Логроњес. Након пар месеци играња за тим, Рубен Соса је одлучио да оде како би остварио свој сан: хтео је да игра за свој омиљени тим у Уругвају, чувеном Насионалу. У Насионалу, Соса је освојио Уругвајску лигу 1998., 2000. и 2001. године, поставши један од хероја навијача.
Године 2002. напустио је Насионал да би играо у кинеској Шангај Шенхуја. Заједно са Сосом 2003. године Шангај је освојио титулу кинеске Џеј-А лиге, али је клубу 2013. одузета титула због намештања утакмица.
Године 2004. вратио се у Насионал, овај пут као помоћни тренер, освојивши титулу првака 2005.

## Репрезентативна каријера
Са репрезентацијом Уругваја, Соса је освојио Копа Америка 1987. и Копа Америка 1995. , а играо је и на Светском првенству у фудбалу 1990. у Италији; такође је освојио медаљу за другопласираног на Копа Америка 1989. године. , где је проглашен за најбољег играча турнира,, а касније је учествовао на Копа Америка 1993.